# Гюнівська сільська рада (Великобілозерський район)
Гюнівська сільська́ ра́да — адміністративно-територіальна одиниця та орган місцевого самоврядування в Великобілозерському районі Запорізької області. Адміністративний центр — село Гюнівка.

## Загальні відомості
- Територія ради: 60,62 км²
- Населення ради: 721 особа (станом на 2001 рік)

## Населені пункти
Сільській раді були підпорядковані населені пункти:
- с. Гюнівка
- с. Зелена Балка

## Склад ради
Рада складалася з 14 депутатів та голови.
- Голова ради: Гуцуляк Ірина Геннадіївна
- Секретар ради: Кирильчук Ганна Антонівна

### Керівний склад попередніх скликань
| Прізвище, ім'я, по батькові | Основні відомості                                                                                | Дата обрання | Дата звільнення |
| --------------------------- | ------------------------------------------------------------------------------------------------ | ------------ | --------------- |
| Гуцуляк Ірина Геннадіївна   | Сільський голова, 1971 року народження, освіта незакінчена вища, член Партії «Реформи і порядок» | 26.03.2006   | 31.10.2010      |
| Гуцуляк Ірина Геннадіївна   | Сільський голова, 1971 року народження, освіта незакінчена вища, член Партії регіонів            | 31.10.2010   |                 |

Примітка: таблиця складена за даними сайту Верховної Ради України

### Депутати
За результатами місцевих виборів 2010 року депутатами ради стали:

#### За суб'єктами висування
| Суб'єкт висування                                       | Кількість обраних депутатів | %    |
| ------------------------------------------------------- | --------------------------- | ---- |
| Партія регіонів                                         | 11                          | 78,6 |
| Політична партія Всеукраїнське об'єднання «Батьківщина» | 2                           | 14,3 |
| Комуністична партія України                             | 1                           | 7,1  |

#### За округами
| № округу                                                | Прізвище, ім'я, по батькові      | Дата визнання обраним | Освіта             | Партійна приналежність                        | Відомості про обраного депутата                         |
| ------------------------------------------------------- | -------------------------------- | --------------------- | ------------------ | --------------------------------------------- | ------------------------------------------------------- |
| Комуністична партія України                             |                                  |                       |                    |                                               |                                                         |
| 12                                                      | Селіванов Михайло Олександрович  | 01.11.2010            | середня спеціальна | член Комуністичної партії України             | ВАТ "Агрофірма «Гюнівська», зав. током                  |
| Партія регіонів                                         |                                  |                       |                    |                                               |                                                         |
| 1                                                       | Цвєтова Надія Михайлівна         | 01.11.2010            | вища               | член Партії регіонів                          | дошкільний навчальний заклад «Віночок», вихователь      |
| 2                                                       | Кирильчук Ганна Антонівна        | 01.11.2010            | вища               | позапартійна                                  | Гюнівська сільська рада, секретар                       |
| 3                                                       | Бойко Тетяна Вікторівна          | 01.11.2010            | середня спеціальна | позапартійна                                  | домогосподарка                                          |
| 4                                                       | Гниляк Ірина Павлівна            | 01.11.2010            | середня спеціальна | позапартійна                                  | пенсіонер                                               |
| 5                                                       | Слюсар Анна Володимирівна        | 01.11.2010            | вища               | член Партії регіонів                          | фермерське господарство «Людмила», бухгалтер            |
| 6                                                       | Безручко Ганна Вікторівна        | 01.11.2010            | вища               | позапартійна                                  | Гюнівська загальноосвітня школа I-III ст. № 1, директор |
| 8                                                       | Підопригора Анатолій Павлович    | 01.11.2010            | середня спеціальна | позапартійний                                 | ПП «Підопригора», голова                                |
| 10                                                      | Кислий Павло Костянтинович       | 01.11.2010            | вища               | член Партії регіонів                          | ВАТ "Агрофірма «Гюнівська», механізатор                 |
| 11                                                      | Пастарнак Світлана Олександрівна | 01.11.2010            | вища               | позапартійна                                  | відділення зв'язку, начальник                           |
| 13                                                      | Зінченко Інна Вікторівна         | 01.11.2010            | вища               | позапартійна                                  | тимчасово не працює                                     |
| 14                                                      | Пілішенко Віра Миколаївна        | 01.11.2010            | вища               | позапартійна                                  | тимчасово не працює                                     |
| Політична партія Всеукраїнське об'єднання «Батьківщина» |                                  |                       |                    |                                               |                                                         |
| 7                                                       | Головчук Микола Михайлович       | 01.11.2010            | середня спеціальна | член Всеукраїнського об'єднання «Батьківщина» | фермерське господарство «Алекс», механізатор            |
| 9                                                       | Пастарнак Сергій Олександрович   | 01.11.2010            | вища               | член Всеукраїнського об'єднання «Батьківщина» | фермерське господарство «Алекс», голова                 |